# Volta a Cataluña 2018
La 98.ª edición de la competición ciclista Volta a Cataluña fue una carrera de ciclismo en ruta por etapas que se corrió entre el 19 y el 25 de marzo de 2018 en Cataluña con inicio en la ciudad de Calella y final en Barcelona. El recorrido consistió de un total de 7 etapas con una distancia total recorrida de 1136,6 km de los 1259,8 km planeados inicialmente. Los recortes en el recorrido se dieron en las etapas 3 por riesgo de aludes y en la etapa 6 por condiciones meteorológicas adversas.
La carrera hizo parte del UCI WorldTour 2018, siendo la novena competición del calendario de máxima categoría mundial y fue ganada por el ciclista español Alejandro Valverde del equipo Movistar quien con esta victoria alcanzó su tercer triunfo en la Volta. El podio lo completaron el colombiano Nairo Quintana, también del equipo Movistar y el francés Pierre Latour del equipo AG2R La Mondiale.

## Equipos participantes
Tomaron la partida un total de 25 equipos, de los cuales participan por derecho propio los 18 equipos de categoría UCI WorldTeam y 7 equipos de categoría Profesional Continental invitados por la organización de la carrera, quienes conformaron un pelotón de 175 ciclistas de los cuales terminaron 113.
| WorldTeams (18)- Lotto Soudal - Mitchelton-Scott - Trek-Segafredo - Lotto NL-Jumbo - AG2R La Mondiale - Groupama-FDJ - Bahrain-Merida - UAE Team Emirates - Team Sunweb - Quick-Step Floors - EF Education First-Drapac p/b Cannondale - Bora-Hansgrohe - Astana - Katusha-Alpecin - Dimension Data - Sky - BMC Racing Team - Movistar Team Equipos continentales profesionales (7)- Burgos-BH - Euskadi Basque Country-Murias - Caja Rural-Seguros RGA - Cofidis, Solutions Crédits - Fortuneo-Samsic - Manzana Postobón - Israel Cycling Academy |
| |

## Recorrido
La Volta a Cataluña dispuso de siete etapas con un recorrido total de 1259,8 km de los cuales se recorrieron un total de 1136,6 km:
| Etapa     | Fecha     | Recorrido                        | type                   | Distancia (km) | Ganador               | Líder              |
| --------- | --------- | -------------------------------- | ---------------------- | -------------- | --------------------- | ------------------ |
| 1.ª etapa | 19 de mar | Calella – Calella                | etapa de media montaña | 152,3          | Álvaro Hodeg          | Álvaro Hodeg       |
| 2.ª etapa | 20 de mar | Mataró – Valls                   | etapa de media montaña | 175,6          | Alejandro Valverde    | Alejandro Valverde |
| 3.ª etapa | 21 de mar | San Cugat del Vallés – Camprodón | etapa de montaña       | 199,2 153,2    | Thomas de Gendt       | Thomas de Gendt    |
| 4.ª etapa | 22 de mar | Llanás – La Molina               | etapa de montaña       | 170,8          | Alejandro Valverde    | Alejandro Valverde |
| 5.ª etapa | 23 de mar | Llivia – Viella y Medio Arán     | etapa de media montaña | 212,9          | Jarlinson Pantano     | Alejandro Valverde |
| 6.ª etapa | 24 de mar | Puebla de Segur – Torrefarrera   | etapa escarpada        | 194,2 117      | Maximilian Schachmann | Alejandro Valverde |
| 7.ª etapa | 25 de mar | Barcelona – Barcelona            | etapa de media montaña | 154,8          | Simon Yates           | Alejandro Valverde |

Notas:
- La sexta etapa que originalmente iniciaba en Viella y Medio Arán, fue recortada por meteorológicas adversas ocasionadas por la caída de nieve en Viella al inicio de la etapa.[2]

## Desarrollo de la carrera

### 1.ª etapa
| Calella - Calella | etapa de media montaña | (152,3 km) |

| \| Clasificación de la etapa \| Clasificación de la etapa \| Clasificación de la etapa \| Clasificación de la etapa \| Clasificación de la etapa \| \| Ciclista \| Ciclista \| Equipo \| Tiempo \| \| \| ------------------------- \| ------------------------- \| -------------------------- \| ------------------------- \| ------------------------- \| \| 1.º \| Álvaro Hodeg \| Quick-Step Floors \| 3 h 39 min 31 s \| \| \| 2.º \| Sam Bennett \| Bora-Hansgrohe \| + 0 s \| \| \| 3.º \| Jay McCarthy \| Bora-Hansgrohe \| + 0 s \| \| \| 4.º \| Michael Mørkøv \| Quick-Step Floors \| + 0 s \| \| \| 5.º \| Roberto Ferrari \| UAE Team Emirates \| + 0 s \| \| \| 6.º \| Niccolò Bonifazio \| Bahrain-Merida \| + 0 s \| \| \| 7.º \| Nacer Bouhanni \| Cofidis, Solutions Crédits \| + 0 s \| \| \| 8.º \| Alejandro Valverde \| Movistar Team \| + 0 s \| \| \| 9.º \| Matej Mohorič \| Bahrain-Merida \| + 0 s \| \| \| 10.º \| Zakkari Dempster \| Israel Cycling Academy \| + 0 s \| \| |                    |                            |                 |
| |                    |                            |                 |
| Fuente: ProCyclingStats |                    |                            |                 |
| Clasificación de la etapa |                    |                            |                 |
| Ciclista | Ciclista           | Equipo                     | Tiempo          |
| 1.º | Álvaro Hodeg       | Quick-Step Floors          | 3 h 39 min 31 s |
| 2.º | Sam Bennett        | Bora-Hansgrohe             | + 0 s           |
| 3.º | Jay McCarthy       | Bora-Hansgrohe             | + 0 s           |
| 4.º | Michael Mørkøv     | Quick-Step Floors          | + 0 s           |
| 5.º | Roberto Ferrari    | UAE Team Emirates          | + 0 s           |
| 6.º | Niccolò Bonifazio  | Bahrain-Merida             | + 0 s           |
| 7.º | Nacer Bouhanni     | Cofidis, Solutions Crédits | + 0 s           |
| 8.º | Alejandro Valverde | Movistar Team              | + 0 s           |
| 9.º | Matej Mohorič      | Bahrain-Merida             | + 0 s           |
| 10.º | Zakkari Dempster   | Israel Cycling Academy     | + 0 s           |

| \| Clasificación general \| Clasificación general \| Clasificación general \| Clasificación general \| Clasificación general \| \| Ciclista \| Ciclista \| Equipo \| Tiempo \| \| \| --------------------- \| --------------------- \| -------------------------- \| --------------------- \| --------------------- \| \| 1.º \| Álvaro Hodeg \| Quick-Step Floors \| 3 h 39 min 21 s \| \| \| 2.º \| Sam Bennett \| Bora-Hansgrohe \| + 4 s \| \| \| 3.º \| Andri Hrivko \| Astana \| + 5 s \| \| \| 4.º \| Jay McCarthy \| Bora-Hansgrohe \| + 6 s \| \| \| 5.º \| Michael Mørkøv \| Quick-Step Floors \| + 10 s \| \| \| 6.º \| Roberto Ferrari \| UAE Team Emirates \| + 10 s \| \| \| 7.º \| Niccolò Bonifazio \| Bahrain-Merida \| + 10 s \| \| \| 8.º \| Nacer Bouhanni \| Cofidis, Solutions Crédits \| + 10 s \| \| \| 9.º \| Alejandro Valverde \| Movistar Team \| + 10 s \| \| \| 10.º \| Matej Mohorič \| Bahrain-Merida \| + 10 s \| \| |                    |                            |                 |
| |                    |                            |                 |
| Fuente: ProCyclingStats |                    |                            |                 |
| Clasificación general |                    |                            |                 |
| Ciclista | Ciclista           | Equipo                     | Tiempo          |
| 1.º | Álvaro Hodeg       | Quick-Step Floors          | 3 h 39 min 21 s |
| 2.º | Sam Bennett        | Bora-Hansgrohe             | + 4 s           |
| 3.º | Andri Hrivko       | Astana                     | + 5 s           |
| 4.º | Jay McCarthy       | Bora-Hansgrohe             | + 6 s           |
| 5.º | Michael Mørkøv     | Quick-Step Floors          | + 10 s          |
| 6.º | Roberto Ferrari    | UAE Team Emirates          | + 10 s          |
| 7.º | Niccolò Bonifazio  | Bahrain-Merida             | + 10 s          |
| 8.º | Nacer Bouhanni     | Cofidis, Solutions Crédits | + 10 s          |
| 9.º | Alejandro Valverde | Movistar Team              | + 10 s          |
| 10.º | Matej Mohorič      | Bahrain-Merida             | + 10 s          |

### 2.ª etapa
| Mataró - Valls | etapa de media montaña | (175,6 km) |

| \| Clasificación de la etapa \| Clasificación de la etapa \| Clasificación de la etapa \| Clasificación de la etapa \| Clasificación de la etapa \| \| Ciclista \| Ciclista \| Equipo \| Tiempo \| \| \| ------------------------- \| ------------------------- \| ------------------------- \| ------------------------- \| ------------------------- \| \| 1.º \| Alejandro Valverde \| Movistar Team \| 4 h 41 min 50 s \| \| \| 2.º \| Daryl Impey \| Mitchelton-Scott \| + 0 s \| \| \| 3.º \| Jay McCarthy \| Bora-Hansgrohe \| + 0 s \| \| \| 4.º \| Egan Bernal \| Team Sky \| + 0 s \| \| \| 5.º \| Matej Mohorič \| Bahrain-Merida \| + 0 s \| \| \| 6.º \| Enrico Gasparotto \| Bahrain-Merida \| + 0 s \| \| \| 7.º \| José Joaquín Rojas \| Movistar Team \| + 0 s \| \| \| 8.º \| Tao Geoghegan Hart \| Team Sky \| + 0 s \| \| \| 9.º \| Toms Skujiņš \| Trek-Segafredo \| + 0 s \| \| \| 10.º \| Alex Howes \| EF Education First-Drapac \| + 0 s \| \| |                    |                           |                 |
| |                    |                           |                 |
| Fuente: ProCyclingStats |                    |                           |                 |
| Clasificación de la etapa |                    |                           |                 |
| Ciclista | Ciclista           | Equipo                    | Tiempo          |
| 1.º | Alejandro Valverde | Movistar Team             | 4 h 41 min 50 s |
| 2.º | Daryl Impey        | Mitchelton-Scott          | + 0 s           |
| 3.º | Jay McCarthy       | Bora-Hansgrohe            | + 0 s           |
| 4.º | Egan Bernal        | Team Sky                  | + 0 s           |
| 5.º | Matej Mohorič      | Bahrain-Merida            | + 0 s           |
| 6.º | Enrico Gasparotto  | Bahrain-Merida            | + 0 s           |
| 7.º | José Joaquín Rojas | Movistar Team             | + 0 s           |
| 8.º | Tao Geoghegan Hart | Team Sky                  | + 0 s           |
| 9.º | Toms Skujiņš       | Trek-Segafredo            | + 0 s           |
| 10.º | Alex Howes         | EF Education First-Drapac | + 0 s           |

| \| Clasificación general \| Clasificación general \| Clasificación general \| Clasificación general \| Clasificación general \| \| Ciclista \| Ciclista \| Equipo \| Tiempo \| \| \| --------------------- \| --------------------- \| --------------------- \| --------------------- \| --------------------- \| \| 1.º \| Alejandro Valverde \| Movistar Team \| 8 h 21 min 09 s \| \| \| 2.º \| Jay McCarthy \| Bora-Hansgrohe \| + 4 s \| \| \| 3.º \| Daryl Impey \| Mitchelton-Scott \| + 6 s \| \| \| 4.º \| Nairo Quintana \| Movistar Team \| + 11 s \| \| \| 5.º \| Matej Mohorič \| Bahrain-Merida \| + 12 s \| \| \| 6.º \| Bob Jungels \| Quick-Step Floors \| + 12 s \| \| \| 7.º \| Eduard Prades \| Euskadi-Murias \| + 12 s \| \| \| 8.º \| Enrico Gasparotto \| Bahrain-Merida \| + 12 s \| \| \| 9.º \| Jordi Simón \| Burgos-BH \| + 12 s \| \| \| 10.º \| Egan Bernal \| Team Sky \| + 12 s \| \| |                    |                   |                 |
| |                    |                   |                 |
| Fuente: ProCyclingStats |                    |                   |                 |
| Clasificación general |                    |                   |                 |
| Ciclista | Ciclista           | Equipo            | Tiempo          |
| 1.º | Alejandro Valverde | Movistar Team     | 8 h 21 min 09 s |
| 2.º | Jay McCarthy       | Bora-Hansgrohe    | + 4 s           |
| 3.º | Daryl Impey        | Mitchelton-Scott  | + 6 s           |
| 4.º | Nairo Quintana     | Movistar Team     | + 11 s          |
| 5.º | Matej Mohorič      | Bahrain-Merida    | + 12 s          |
| 6.º | Bob Jungels        | Quick-Step Floors | + 12 s          |
| 7.º | Eduard Prades      | Euskadi-Murias    | + 12 s          |
| 8.º | Enrico Gasparotto  | Bahrain-Merida    | + 12 s          |
| 9.º | Jordi Simón        | Burgos-BH         | + 12 s          |
| 10.º | Egan Bernal        | Team Sky          | + 12 s          |

### 3.ª etapa[5]
| San Cugat del Vallés - Camprodón | etapa de montaña | (153,2 km) |

| \| Clasificación de la etapa \| Clasificación de la etapa \| Clasificación de la etapa \| Clasificación de la etapa \| Clasificación de la etapa \| \| Ciclista \| Ciclista \| Equipo \| Tiempo \| \| \| ------------------------- \| ------------------------- \| ------------------------- \| ------------------------- \| ------------------------- \| \| 1.º \| Thomas de Gendt \| Lotto-Soudal \| 4 h 13 min 48 s \| \| \| 2.º \| Simon Yates \| Mitchelton-Scott \| + 20 s \| \| \| 3.º \| Thibaut Pinot \| Groupama-FDJ \| + 20 s \| \| \| 4.º \| Mathias Frank \| AG2R La Mondiale \| + 20 s \| \| \| 5.º \| Nairo Quintana \| Movistar Team \| + 20 s \| \| \| 6.º \| Giovanni Visconti \| Bahrain-Merida \| + 20 s \| \| \| 7.º \| Maximilian Schachmann \| Quick-Step Floors \| + 20 s \| \| \| 8.º \| Egan Bernal \| Team Sky \| + 20 s \| \| \| 9.º \| Matej Mohorič \| Bahrain-Merida \| + 20 s \| \| \| 10.º \| Bob Jungels \| Quick-Step Floors \| + 20 s \| \| |                       |                   |                 |
| |                       |                   |                 |
| Fuente: ProCyclingStats |                       |                   |                 |
| Clasificación de la etapa |                       |                   |                 |
| Ciclista | Ciclista              | Equipo            | Tiempo          |
| 1.º | Thomas de Gendt       | Lotto-Soudal      | 4 h 13 min 48 s |
| 2.º | Simon Yates           | Mitchelton-Scott  | + 20 s          |
| 3.º | Thibaut Pinot         | Groupama-FDJ      | + 20 s          |
| 4.º | Mathias Frank         | AG2R La Mondiale  | + 20 s          |
| 5.º | Nairo Quintana        | Movistar Team     | + 20 s          |
| 6.º | Giovanni Visconti     | Bahrain-Merida    | + 20 s          |
| 7.º | Maximilian Schachmann | Quick-Step Floors | + 20 s          |
| 8.º | Egan Bernal           | Team Sky          | + 20 s          |
| 9.º | Matej Mohorič         | Bahrain-Merida    | + 20 s          |
| 10.º | Bob Jungels           | Quick-Step Floors | + 20 s          |

| \| Clasificación general \| Clasificación general \| Clasificación general \| Clasificación general \| Clasificación general \| \| Ciclista \| Ciclista \| Equipo \| Tiempo \| \| \| --------------------- \| --------------------- \| --------------------- \| --------------------- \| --------------------- \| \| 1.º \| Thomas de Gendt \| Lotto-Soudal \| 12 h 34 min 54 s \| \| \| 2.º \| Alejandro Valverde \| Movistar Team \| + 23 s \| \| \| 3.º \| Jay McCarthy \| Bora-Hansgrohe \| + 27 s \| \| \| 4.º \| Daryl Impey \| Mitchelton-Scott \| + 29 s \| \| \| 5.º \| Simon Yates \| Mitchelton-Scott \| + 29 s \| \| \| 6.º \| Thibaut Pinot \| Groupama-FDJ \| + 31 s \| \| \| 7.º \| Nairo Quintana \| Movistar Team \| + 34 s \| \| \| 8.º \| Matej Mohorič \| Bahrain-Merida \| + 35 s \| \| \| 9.º \| Bob Jungels \| Quick-Step Floors \| + 35 s \| \| \| 10.º \| Eduard Prades \| Euskadi-Murias \| + 35 s \| \| |                    |                   |                  |
| |                    |                   |                  |
| Fuente: ProCyclingStats |                    |                   |                  |
| Clasificación general |                    |                   |                  |
| Ciclista | Ciclista           | Equipo            | Tiempo           |
| 1.º | Thomas de Gendt    | Lotto-Soudal      | 12 h 34 min 54 s |
| 2.º | Alejandro Valverde | Movistar Team     | + 23 s           |
| 3.º | Jay McCarthy       | Bora-Hansgrohe    | + 27 s           |
| 4.º | Daryl Impey        | Mitchelton-Scott  | + 29 s           |
| 5.º | Simon Yates        | Mitchelton-Scott  | + 29 s           |
| 6.º | Thibaut Pinot      | Groupama-FDJ      | + 31 s           |
| 7.º | Nairo Quintana     | Movistar Team     | + 34 s           |
| 8.º | Matej Mohorič      | Bahrain-Merida    | + 35 s           |
| 9.º | Bob Jungels        | Quick-Step Floors | + 35 s           |
| 10.º | Eduard Prades      | Euskadi-Murias    | + 35 s           |

### 4.ª etapa
| Llanás - La Molina | etapa de montaña | (170,8 km) |

| \| Clasificación de la etapa \| Clasificación de la etapa \| Clasificación de la etapa \| Clasificación de la etapa \| Clasificación de la etapa \| \| Ciclista \| Ciclista \| Equipo \| Tiempo \| \| \| ------------------------- \| ------------------------- \| ------------------------- \| ------------------------- \| ------------------------- \| \| 1.º \| Alejandro Valverde \| Movistar Team \| 4 h 25 min 54 s \| \| \| 2.º \| Egan Bernal \| Team Sky \| + 0 s \| \| \| 3.º \| Nairo Quintana \| Movistar Team \| + 6 s \| \| \| 4.º \| Pierre Latour \| AG2R La Mondiale \| + 23 s \| \| \| 5.º \| Thibaut Pinot \| Groupama-FDJ \| + 53 s \| \| \| 6.º \| Marc Soler \| Movistar Team \| + 53 s \| \| \| 7.º \| Simon Yates \| Mitchelton-Scott \| + 53 s \| \| \| 8.º \| George Bennett \| LottoNL-Jumbo \| + 55 s \| \| \| 9.º \| Hugh Carthy \| EF Education First-Drapac \| + 59 s \| \| \| 10.º \| Daniel Felipe Martínez \| EF Education First-Drapac \| + 1 min 03 s \| \| |                        |                           |                 |
| |                        |                           |                 |
| Fuente: ProCyclingStats |                        |                           |                 |
| Clasificación de la etapa |                        |                           |                 |
| Ciclista | Ciclista               | Equipo                    | Tiempo          |
| 1.º | Alejandro Valverde     | Movistar Team             | 4 h 25 min 54 s |
| 2.º | Egan Bernal            | Team Sky                  | + 0 s           |
| 3.º | Nairo Quintana         | Movistar Team             | + 6 s           |
| 4.º | Pierre Latour          | AG2R La Mondiale          | + 23 s          |
| 5.º | Thibaut Pinot          | Groupama-FDJ              | + 53 s          |
| 6.º | Marc Soler             | Movistar Team             | + 53 s          |
| 7.º | Simon Yates            | Mitchelton-Scott          | + 53 s          |
| 8.º | George Bennett         | LottoNL-Jumbo             | + 55 s          |
| 9.º | Hugh Carthy            | EF Education First-Drapac | + 59 s          |
| 10.º | Daniel Felipe Martínez | EF Education First-Drapac | + 1 min 03 s    |

| \| Clasificación general \| Clasificación general \| Clasificación general \| Clasificación general \| Clasificación general \| \| Ciclista \| Ciclista \| Equipo \| Tiempo \| \| \| --------------------- \| --------------------- \| ------------------------- \| --------------------- \| --------------------- \| \| 1.º \| Alejandro Valverde \| Movistar Team \| 17 h 00 min 58 s \| \| \| 2.º \| Egan Bernal \| Team Sky \| + 19 s \| \| \| 3.º \| Nairo Quintana \| Movistar Team \| + 26 s \| \| \| 4.º \| Pierre Latour \| AG2R La Mondiale \| + 48 s \| \| \| 5.º \| Simon Yates \| Mitchelton-Scott \| + 1 min 12 s \| \| \| 6.º \| Thibaut Pinot \| Groupama-FDJ \| + 1 min 14 s \| \| \| 7.º \| Marc Soler \| Movistar Team \| + 1 min 18 s \| \| \| 8.º \| George Bennett \| LottoNL-Jumbo \| + 1 min 20 s \| \| \| 9.º \| Hugh Carthy \| EF Education First-Drapac \| + 1 min 24 s \| \| \| 10.º \| Steven Kruijswijk \| LottoNL-Jumbo \| + 1 min 28 s \| \| |                    |                           |                  |
| |                    |                           |                  |
| Fuente: ProCyclingStats |                    |                           |                  |
| Clasificación general |                    |                           |                  |
| Ciclista | Ciclista           | Equipo                    | Tiempo           |
| 1.º | Alejandro Valverde | Movistar Team             | 17 h 00 min 58 s |
| 2.º | Egan Bernal        | Team Sky                  | + 19 s           |
| 3.º | Nairo Quintana     | Movistar Team             | + 26 s           |
| 4.º | Pierre Latour      | AG2R La Mondiale          | + 48 s           |
| 5.º | Simon Yates        | Mitchelton-Scott          | + 1 min 12 s     |
| 6.º | Thibaut Pinot      | Groupama-FDJ              | + 1 min 14 s     |
| 7.º | Marc Soler         | Movistar Team             | + 1 min 18 s     |
| 8.º | George Bennett     | LottoNL-Jumbo             | + 1 min 20 s     |
| 9.º | Hugh Carthy        | EF Education First-Drapac | + 1 min 24 s     |
| 10.º | Steven Kruijswijk  | LottoNL-Jumbo             | + 1 min 28 s     |

### 5.ª etapa
| Llivia - Viella y Medio Arán | etapa de media montaña | (212,9 km) |

| \| Clasificación de la etapa \| Clasificación de la etapa \| Clasificación de la etapa \| Clasificación de la etapa \| Clasificación de la etapa \| \| Ciclista \| Ciclista \| Equipo \| Tiempo \| \| \| ------------------------- \| ------------------------- \| -------------------------- \| ------------------------- \| ------------------------- \| \| 1.º \| Jarlinson Pantano \| Trek-Segafredo \| 5 h 20 min 53 s \| \| \| 2.º \| Vegard Stake Laengen \| UAE Team Emirates \| + 0 s \| \| \| 3.º \| Matej Mohorič \| Bahrain-Merida \| + 10 s \| \| \| 4.º \| Giovanni Visconti \| Bahrain-Merida \| + 10 s \| \| \| 5.º \| Danilo Wyss \| BMC Racing Team \| + 10 s \| \| \| 6.º \| Serguéi Chernetski \| Astana \| + 12 s \| \| \| 7.º \| José Joaquín Rojas \| Movistar Team \| + 14 s \| \| \| 8.º \| Alejandro Valverde \| Movistar Team \| + 14 s \| \| \| 9.º \| Dorian Godon \| Cofidis, Solutions Crédits \| + 14 s \| \| \| 10.º \| Bjorg Lambrecht \| Lotto-Soudal \| + 14 s \| \| |                      |                            |                 |
| |                      |                            |                 |
| Fuente: ProCyclingStats |                      |                            |                 |
| Clasificación de la etapa |                      |                            |                 |
| Ciclista | Ciclista             | Equipo                     | Tiempo          |
| 1.º | Jarlinson Pantano    | Trek-Segafredo             | 5 h 20 min 53 s |
| 2.º | Vegard Stake Laengen | UAE Team Emirates          | + 0 s           |
| 3.º | Matej Mohorič        | Bahrain-Merida             | + 10 s          |
| 4.º | Giovanni Visconti    | Bahrain-Merida             | + 10 s          |
| 5.º | Danilo Wyss          | BMC Racing Team            | + 10 s          |
| 6.º | Serguéi Chernetski   | Astana                     | + 12 s          |
| 7.º | José Joaquín Rojas   | Movistar Team              | + 14 s          |
| 8.º | Alejandro Valverde   | Movistar Team              | + 14 s          |
| 9.º | Dorian Godon         | Cofidis, Solutions Crédits | + 14 s          |
| 10.º | Bjorg Lambrecht      | Lotto-Soudal               | + 14 s          |

| \| Clasificación general \| Clasificación general \| Clasificación general \| Clasificación general \| Clasificación general \| \| Ciclista \| Ciclista \| Equipo \| Tiempo \| \| \| --------------------- \| ---------------------- \| ------------------------- \| --------------------- \| --------------------- \| \| 1.º \| Alejandro Valverde \| Movistar Team \| 22 h 22 min 05 s \| \| \| 2.º \| Egan Bernal \| Team Sky \| + 16 s \| \| \| 3.º \| Nairo Quintana \| Movistar Team \| + 26 s \| \| \| 4.º \| Pierre Latour \| AG2R La Mondiale \| + 48 s \| \| \| 5.º \| Simon Yates \| Mitchelton-Scott \| + 1 min 12 s \| \| \| 6.º \| Marc Soler \| Movistar Team \| + 1 min 18 s \| \| \| 7.º \| George Bennett \| LottoNL-Jumbo \| + 1 min 20 s \| \| \| 8.º \| Hugh Carthy \| EF Education First-Drapac \| + 1 min 24 s \| \| \| 9.º \| Daniel Felipe Martínez \| EF Education First-Drapac \| + 1 min 26 s \| \| \| 10.º \| Jesper Hansen \| Astana \| + 1 min 28 s \| \| |                        |                           |                  |
| |                        |                           |                  |
| Fuente: ProCyclingStats |                        |                           |                  |
| Clasificación general |                        |                           |                  |
| Ciclista | Ciclista               | Equipo                    | Tiempo           |
| 1.º | Alejandro Valverde     | Movistar Team             | 22 h 22 min 05 s |
| 2.º | Egan Bernal            | Team Sky                  | + 16 s           |
| 3.º | Nairo Quintana         | Movistar Team             | + 26 s           |
| 4.º | Pierre Latour          | AG2R La Mondiale          | + 48 s           |
| 5.º | Simon Yates            | Mitchelton-Scott          | + 1 min 12 s     |
| 6.º | Marc Soler             | Movistar Team             | + 1 min 18 s     |
| 7.º | George Bennett         | LottoNL-Jumbo             | + 1 min 20 s     |
| 8.º | Hugh Carthy            | EF Education First-Drapac | + 1 min 24 s     |
| 9.º | Daniel Felipe Martínez | EF Education First-Drapac | + 1 min 26 s     |
| 10.º | Jesper Hansen          | Astana                    | + 1 min 28 s     |

### 6.ª etapa[6]
| Puebla de Segur - Torrefarrera | etapa escarpada | (117 km) |

| \| Clasificación de la etapa \| Clasificación de la etapa \| Clasificación de la etapa \| Clasificación de la etapa \| Clasificación de la etapa \| \| Ciclista \| Ciclista \| Equipo \| Tiempo \| \| \| ------------------------- \| ------------------------- \| ------------------------- \| ------------------------- \| ------------------------- \| \| 1.º \| Maximilian Schachmann \| Quick-Step Floors \| 2 h 34 min 25 s \| \| \| 2.º \| Diego Rubio \| Burgos-BH \| + 0 s \| \| \| 3.º \| Sam Bennett \| Bora-Hansgrohe \| + 18 s \| \| \| 4.º \| Matej Mohorič \| Bahrain-Merida \| + 18 s \| \| \| 5.º \| Roberto Ferrari \| UAE Team Emirates \| + 18 s \| \| \| 6.º \| Enrique Sanz \| Euskadi-Murias \| + 18 s \| \| \| 7.º \| Egan Bernal \| Team Sky \| + 18 s \| \| \| 8.º \| Danilo Wyss \| BMC Racing Team \| + 18 s \| \| \| 9.º \| José Joaquín Rojas \| Movistar Team \| + 18 s \| \| \| 10.º \| Benoît Jarrier \| Fortuneo-Samsic \| + 18 s \| \| |                       |                   |                 |
| |                       |                   |                 |
| Fuente: ProCyclingStats |                       |                   |                 |
| Clasificación de la etapa |                       |                   |                 |
| Ciclista | Ciclista              | Equipo            | Tiempo          |
| 1.º | Maximilian Schachmann | Quick-Step Floors | 2 h 34 min 25 s |
| 2.º | Diego Rubio           | Burgos-BH         | + 0 s           |
| 3.º | Sam Bennett           | Bora-Hansgrohe    | + 18 s          |
| 4.º | Matej Mohorič         | Bahrain-Merida    | + 18 s          |
| 5.º | Roberto Ferrari       | UAE Team Emirates | + 18 s          |
| 6.º | Enrique Sanz          | Euskadi-Murias    | + 18 s          |
| 7.º | Egan Bernal           | Team Sky          | + 18 s          |
| 8.º | Danilo Wyss           | BMC Racing Team   | + 18 s          |
| 9.º | José Joaquín Rojas    | Movistar Team     | + 18 s          |
| 10.º | Benoît Jarrier        | Fortuneo-Samsic   | + 18 s          |

| \| Clasificación general \| Clasificación general \| Clasificación general \| Clasificación general \| Clasificación general \| \| Ciclista \| Ciclista \| Equipo \| Tiempo \| \| \| --------------------- \| ---------------------- \| ------------------------- \| --------------------- \| --------------------- \| \| 1.º \| Alejandro Valverde \| Movistar Team \| 24 h 56 min 48 s \| \| \| 2.º \| Egan Bernal \| Team Sky \| + 16 s \| \| \| 3.º \| Nairo Quintana \| Movistar Team \| + 26 s \| \| \| 4.º \| Pierre Latour \| AG2R La Mondiale \| + 48 s \| \| \| 5.º \| Simon Yates \| Mitchelton-Scott \| + 1 min 12 s \| \| \| 6.º \| Marc Soler \| Movistar Team \| + 1 min 18 s \| \| \| 7.º \| George Bennett \| LottoNL-Jumbo \| + 1 min 20 s \| \| \| 8.º \| Hugh Carthy \| EF Education First-Drapac \| + 1 min 24 s \| \| \| 9.º \| Daniel Felipe Martínez \| EF Education First-Drapac \| + 1 min 26 s \| \| \| 10.º \| Jesper Hansen \| Astana \| + 1 min 28 s \| \| |                        |                           |                  |
| |                        |                           |                  |
| Fuente: ProCyclingStats |                        |                           |                  |
| Clasificación general |                        |                           |                  |
| Ciclista | Ciclista               | Equipo                    | Tiempo           |
| 1.º | Alejandro Valverde     | Movistar Team             | 24 h 56 min 48 s |
| 2.º | Egan Bernal            | Team Sky                  | + 16 s           |
| 3.º | Nairo Quintana         | Movistar Team             | + 26 s           |
| 4.º | Pierre Latour          | AG2R La Mondiale          | + 48 s           |
| 5.º | Simon Yates            | Mitchelton-Scott          | + 1 min 12 s     |
| 6.º | Marc Soler             | Movistar Team             | + 1 min 18 s     |
| 7.º | George Bennett         | LottoNL-Jumbo             | + 1 min 20 s     |
| 8.º | Hugh Carthy            | EF Education First-Drapac | + 1 min 24 s     |
| 9.º | Daniel Felipe Martínez | EF Education First-Drapac | + 1 min 26 s     |
| 10.º | Jesper Hansen          | Astana                    | + 1 min 28 s     |

### 7.ª etapa
| Barcelona - Barcelona | etapa de media montaña | (154,8 km) |

| \| Clasificación de la etapa \| Clasificación de la etapa \| Clasificación de la etapa \| Clasificación de la etapa \| Clasificación de la etapa \| \| Ciclista \| Ciclista \| Equipo \| Tiempo \| \| \| ------------------------- \| ------------------------- \| ------------------------- \| ------------------------- \| ------------------------- \| \| 1.º \| Simon Yates \| Mitchelton-Scott \| 3 h 28 min 04 s \| \| \| 2.º \| Marc Soler \| Movistar Team \| + 13 s \| \| \| 3.º \| Pierre Latour \| AG2R La Mondiale \| + 18 s \| \| \| 4.º \| Jarlinson Pantano \| Trek-Segafredo \| + 18 s \| \| \| 5.º \| Jay McCarthy \| Bora-Hansgrohe \| + 18 s \| \| \| 6.º \| Matej Mohorič \| Bahrain-Merida \| + 18 s \| \| \| 7.º \| Steven Kruijswijk \| LottoNL-Jumbo \| + 18 s \| \| \| 8.º \| Warren Barguil \| Fortuneo-Samsic \| + 18 s \| \| \| 9.º \| Alejandro Valverde \| Movistar Team \| + 18 s \| \| \| 10.º \| George Bennett \| LottoNL-Jumbo \| + 18 s \| \| |                    |                  |                 |
| |                    |                  |                 |
| Fuente: ProCyclingStats |                    |                  |                 |
| Clasificación de la etapa |                    |                  |                 |
| Ciclista | Ciclista           | Equipo           | Tiempo          |
| 1.º | Simon Yates        | Mitchelton-Scott | 3 h 28 min 04 s |
| 2.º | Marc Soler         | Movistar Team    | + 13 s          |
| 3.º | Pierre Latour      | AG2R La Mondiale | + 18 s          |
| 4.º | Jarlinson Pantano  | Trek-Segafredo   | + 18 s          |
| 5.º | Jay McCarthy       | Bora-Hansgrohe   | + 18 s          |
| 6.º | Matej Mohorič      | Bahrain-Merida   | + 18 s          |
| 7.º | Steven Kruijswijk  | LottoNL-Jumbo    | + 18 s          |
| 8.º | Warren Barguil     | Fortuneo-Samsic  | + 18 s          |
| 9.º | Alejandro Valverde | Movistar Team    | + 18 s          |
| 10.º | George Bennett     | LottoNL-Jumbo    | + 18 s          |

## Clasificaciones finales
Las clasificaciones finalizaron de la siguiente forma:

### Clasificación general
| \| Clasificación general \| Clasificación general \| Clasificación general \| Clasificación general \| Clasificación general \| \| Ciclista \| Ciclista \| Equipo \| Tiempo \| \| \| --------------------- \| ---------------------- \| ------------------------- \| --------------------- \| --------------------- \| \| 1.º \| Alejandro Valverde \| Movistar Team \| 28 h 25 min 07 s \| \| \| 2.º \| Nairo Quintana \| Movistar Team \| + 29 s \| \| \| 3.º \| Pierre Latour \| AG2R La Mondiale \| + 47 s \| \| \| 4.º \| Simon Yates \| Mitchelton-Scott \| + 47 s \| \| \| 5.º \| Marc Soler \| Movistar Team \| + 1 min 10 s \| \| \| 6.º \| George Bennett \| LottoNL-Jumbo \| + 1 min 23 s \| \| \| 7.º \| Daniel Felipe Martínez \| EF Education First-Drapac \| + 1 min 29 s \| \| \| 8.º \| Steven Kruijswijk \| LottoNL-Jumbo \| + 1 min 31 s \| \| \| 9.º \| Jesper Hansen \| Astana \| + 1 min 31 s \| \| \| 10.º \| Thibaut Pinot \| Groupama-FDJ \| + 1 min 34 s \| \| |                        |                           |                  |
| |                        |                           |                  |
| Fuente: ProCyclingStats |                        |                           |                  |
| Clasificación general |                        |                           |                  |
| Ciclista | Ciclista               | Equipo                    | Tiempo           |
| 1.º | Alejandro Valverde     | Movistar Team             | 28 h 25 min 07 s |
| 2.º | Nairo Quintana         | Movistar Team             | + 29 s           |
| 3.º | Pierre Latour          | AG2R La Mondiale          | + 47 s           |
| 4.º | Simon Yates            | Mitchelton-Scott          | + 47 s           |
| 5.º | Marc Soler             | Movistar Team             | + 1 min 10 s     |
| 6.º | George Bennett         | LottoNL-Jumbo             | + 1 min 23 s     |
| 7.º | Daniel Felipe Martínez | EF Education First-Drapac | + 1 min 29 s     |
| 8.º | Steven Kruijswijk      | LottoNL-Jumbo             | + 1 min 31 s     |
| 9.º | Jesper Hansen          | Astana                    | + 1 min 31 s     |
| 10.º | Thibaut Pinot          | Groupama-FDJ              | + 1 min 34 s     |

### Clasificación de la montaña
| Clasificación de la montaña | Clasificación de la montaña | Clasificación de la montaña | Clasificación de la montaña | Clasificación de la montaña |
| Ciclista                    | Ciclista                    | Equipo                      | Puntos                      |                             |
| --------------------------- | --------------------------- | --------------------------- | --------------------------- | --------------------------- |
| 1.º                         | Alejandro Valverde          | Movistar Team               | 46 pts                      |                             |
| 2.º                         | Jordi Simón                 | Burgos-BH                   | 34 pts                      |                             |
| 3.º                         | Marc Soler                  | Movistar Team               | 22 pts                      |                             |
| 4.º                         | Antonio Molina Canet        | Caja Rural-Seguros RGA      | 22 pts                      |                             |
| 5.º                         | Enric Mas                   | Quick-Step Floors           | 18 pts                      |                             |
| 6.º                         | Maxime Monfort              | Lotto-Soudal                | 18 pts                      |                             |
| 7.º                         | Jarlinson Pantano           | Trek-Segafredo              | 16 pts                      |                             |
| 8.º                         | Antonio Pedrero             | Movistar Team               | 16 pts                      |                             |
| 9.º                         | Daryl Impey                 | Mitchelton-Scott            | 15 pts                      |                             |
| 10.º                        | Daniel Martin               | UAE Team Emirates           | 15 pts                      |                             |

### Clasificación de los sprints (metas volantes)
| Clasificación de las metas volantes | Clasificación de las metas volantes | Clasificación de las metas volantes | Clasificación de las metas volantes | Clasificación de las metas volantes |
| Ciclista                            | Ciclista                            | Equipo                              | Puntos                              |                                     |
| ----------------------------------- | ----------------------------------- | ----------------------------------- | ----------------------------------- | ----------------------------------- |
| 1.º                                 | Lluís Mas                           | Caja Rural-Seguros RGA              | 13 pts                              |                                     |
| 2.º                                 | Alejandro Valverde                  | Movistar Team                       | 8 pts                               |                                     |
| 3.º                                 | José Joaquín Rojas                  | Movistar Team                       | 5 pts                               |                                     |
| 4.º                                 | Tom Bohli                           | BMC Racing Team                     | 5 pts                               |                                     |
| 5.º                                 | Diego Rubio                         | Burgos-BH                           | 3 pts                               |                                     |
| 6.º                                 | Giovanni Visconti                   | Bahrain-Merida                      | 3 pts                               |                                     |
| 7.º                                 | Louis Vervaeke                      | Team Sunweb                         | 3 pts                               |                                     |
| 8.º                                 | Cyril Barthe                        | Euskadi-Murias                      | 3 pts                               |                                     |
| 9.º                                 | Antonio Molina Canet                | Caja Rural-Seguros RGA              | 3 pts                               |                                     |
| 10.º                                | Maximilian Schachmann               | Quick-Step Floors                   | 2 pts                               |                                     |

### Clasificación de los jóvenes
| Clasificación del mejor joven | Clasificación del mejor joven | Clasificación del mejor joven | Clasificación del mejor joven | Clasificación del mejor joven |
| Ciclista                      | Ciclista                      | Equipo                        | Tiempo                        |                               |
| ----------------------------- | ----------------------------- | ----------------------------- | ----------------------------- | ----------------------------- |
| 1.º                           | Pierre Latour                 | AG2R La Mondiale              | 28 h 25 min 54 s              |                               |
| 2.º                           | Marc Soler                    | Movistar Team                 | + 23 s                        |                               |
| 3.º                           | Daniel Felipe Martínez        | EF Education First-Drapac     | + 42 s                        |                               |
| 4.º                           | Ben O'Connor                  | Dimension Data                | + 48 s                        |                               |
| 5.º                           | David Gaudu                   | Groupama-FDJ                  | + 58 s                        |                               |
| 6.º                           | Hugh Carthy                   | EF Education First-Drapac     | + 1 min 31 s                  |                               |
| 7.º                           | Louis Vervaeke                | Team Sunweb                   | + 2 min 44 s                  |                               |
| 8.º                           | Matej Mohorič                 | Bahrain-Merida                | + 2 min 56 s                  |                               |
| 9.º                           | Bjorg Lambrecht               | Lotto-Soudal                  | + 6 min 17 s                  |                               |
| 10.º                          | Jhonatan Narváez              | Quick-Step Floors             | + 7 min 38 s                  |                               |

### Clasificación por equipos
| Clasificación por equipos | Clasificación por equipos                | Clasificación por equipos | Clasificación por equipos |
| Equipo                    | Equipo                                   | Tiempo                    |                           |
| ------------------------- | ---------------------------------------- | ------------------------- | ------------------------- |
| 1.º                       | Movistar Team                            | 85 h 17 min 39 s          |                           |
| 2.º                       | AG2R La Mondiale                         | + 5 min 02 s              |                           |
| 3.º                       | Groupama-FDJ                             | + 5 min 27 s              |                           |
| 4.º                       | Astana                                   | + 6 min 30 s              |                           |
| 5.º                       | EF Education First-Drapac p/b Cannondale | + 8 min 27 s              |                           |
| 6.º                       | Mitchelton-Scott                         | + 10 min 55 s             |                           |
| 7.º                       | Lotto NL-Jumbo                           | + 11 min 39 s             |                           |
| 8.º                       | Fortuneo-Samsic                          | + 12 min 39 s             |                           |
| 9.º                       | Manzana Postobón                         | + 14 min 01 s             |                           |
| 10.º                      | Quick-Step Floors                        | + 17 min 18 s             |                           |

## Evolución de las clasificaciones
| Etapa                   | Vencedor                | Clasificación general | Clasificación de la montaña | Clasificación de los sprints | Clasificación de los jóvenes | Clasificación por equipos |
| ----------------------- | ----------------------- | --------------------- | --------------------------- | ---------------------------- | ---------------------------- | ------------------------- |
| 1.ª                     | Álvaro Hodeg            | Álvaro Hodeg          | Wilmar Paredes              | Tom Bohli                    | Álvaro Hodeg                 | Bora-Hansgrohe            |
| 2.ª                     | Alejandro Valverde      | Alejandro Valverde    | Pierre Latour               | Tom Bohli                    | Matej Mohorič                | Bahrain Merida            |
| 3.ª                     | Thomas de Gendt         | Thomas de Gendt       | Thomas de Gendt             | Lluís Mas                    | Matej Mohorič                | Lotto Soudal              |
| 4.ª                     | Alejandro Valverde      | Alejandro Valverde    | Alejandro Valverde          | Lluís Mas                    | Egan Bernal                  | Movistar                  |
| 5.ª                     | Jarlinson Pantano       | Alejandro Valverde    | Alejandro Valverde          | Lluís Mas                    | Egan Bernal                  | Movistar                  |
| 6.ª                     | Maximilian Schachmann   | Alejandro Valverde    | Alejandro Valverde          | Lluís Mas                    | Egan Bernal                  | Movistar                  |
| 7.ª                     | Simon Yates             | Alejandro Valverde    | Alejandro Valverde          | Lluís Mas                    | Pierre Latour                | Movistar                  |
| Clasificaciones finales | Clasificaciones finales | Alejandro Valverde    | Alejandro Valverde          | Lluís Mas                    | Pierre Latour                | Movistar                  |

## UCI World Ranking
La Volta a Cataluña otorgó puntos para el UCI WorldTour 2018 y el UCI World Ranking, este último para corredores de los equipos en las categorías UCI WorldTeam, Profesional Continental y Continental. Las siguientes muestran el baremo de puntuación y los 10 corredores que más obtuvieron puntos:
| Posición              | 1.º | 2.º | 3.º | 4.º | 5.º | 6.º | 7.º | 8.º | 9.º | 10.º | 11.º | 12.º | 13.º | 14.º | 15.º | 16.º-20.º | 21.º-30.º | 31.º-50.º | 51.º-55.º | 56.º-60.º |
| Clasificación general | 400 | 320 | 260 | 220 | 180 | 140 | 120 | 100 | 80  | 68   | 56   | 48   | 40   | 32   | 28   | 24        | 16        | 8         | 4         | 2         |
| Por etapa             | 50  | 20  | 8   |     |     |     |     |     |     |      |      |      |      |      |      |           |           |           |           |           |
| Líder                 | 8   |     |     |     |     |     |     |     |     |      |      |      |      |      |      |           |           |           |           |           |

| Clasificación |                        |                           |         |       |       |       |
| Posición      | Ciclista               | Equipo                    | General | Etapa | Líder | Total |
| ------------- | ---------------------- | ------------------------- | ------- | ----- | ----- | ----- |
| 1.º           | Alejandro Valverde     | Movistar                  | 400     | 100   | 24    | 524   |
| 2.º           | Nairo Quintana         | Movistar                  | 320     | 8     | -     | 328   |
| 3.º           | Simon Yates            | Mitchelton-Scott          | 220     | 70    | -     | 290   |
| 4.º           | Pierre Latour          | Ag2r La Mondiale          | 260     | 8     | -     | 268   |
| 5.º           | Marc Soler             | Movistar                  | 180     | 20    | -     | 200   |
| 6.º           | George Bennett         | LottoNL-Jumbo             | 140     | -     | -     | 140   |
| 7.º           | Daniel Felipe Martínez | EF Education First-Drapac | 120     | -     | -     | 120   |
| 8.º           | Steven Kruijswijk      | LottoNL-Jumbo             | 100     | -     | -     | 100   |
| 9.º           | Jesper Hansen          | Astana                    | 80      | -     | -     | 80    |
| 10.º          | Thibaut Pinot          | Groupama-FDJ              | 68      | 8     | -     | 76    |